# 新建站
新建站是位于江苏省南京市雨花台区板桥街道新建社区的一个铁路车站，邮政编码210039。车站建于1969年，有宁铜铁路经过该站，现不办理客货运业务，车站及其上下行区间均未电气化。车站距离中华门站59公里，隶属中国铁路上海局集团有限公司，是五等站。